# Gakoura Rive Droite
Gakoura Rive Droite est une localité, chef-lieu de la commune rurale malienne de Guidimakan Kéri Kaffo dans la région de Kayes.

## Géographie
La localité de Gakoura RD est située sur la rive droite du Sénégal, elle fait face à Goukoura Rive Gauche à 7 km à l'ouest du chef-lieu de cercle Ambidédi Poste.

## Infrastructures et services
Lors du recensement de 2009, la localité est desservie par les services suivants. :
- quatre écoles
- trois centres de santé
- deux pharmacies
- un marché
- 5 points d'eau